# Mühlenbauer

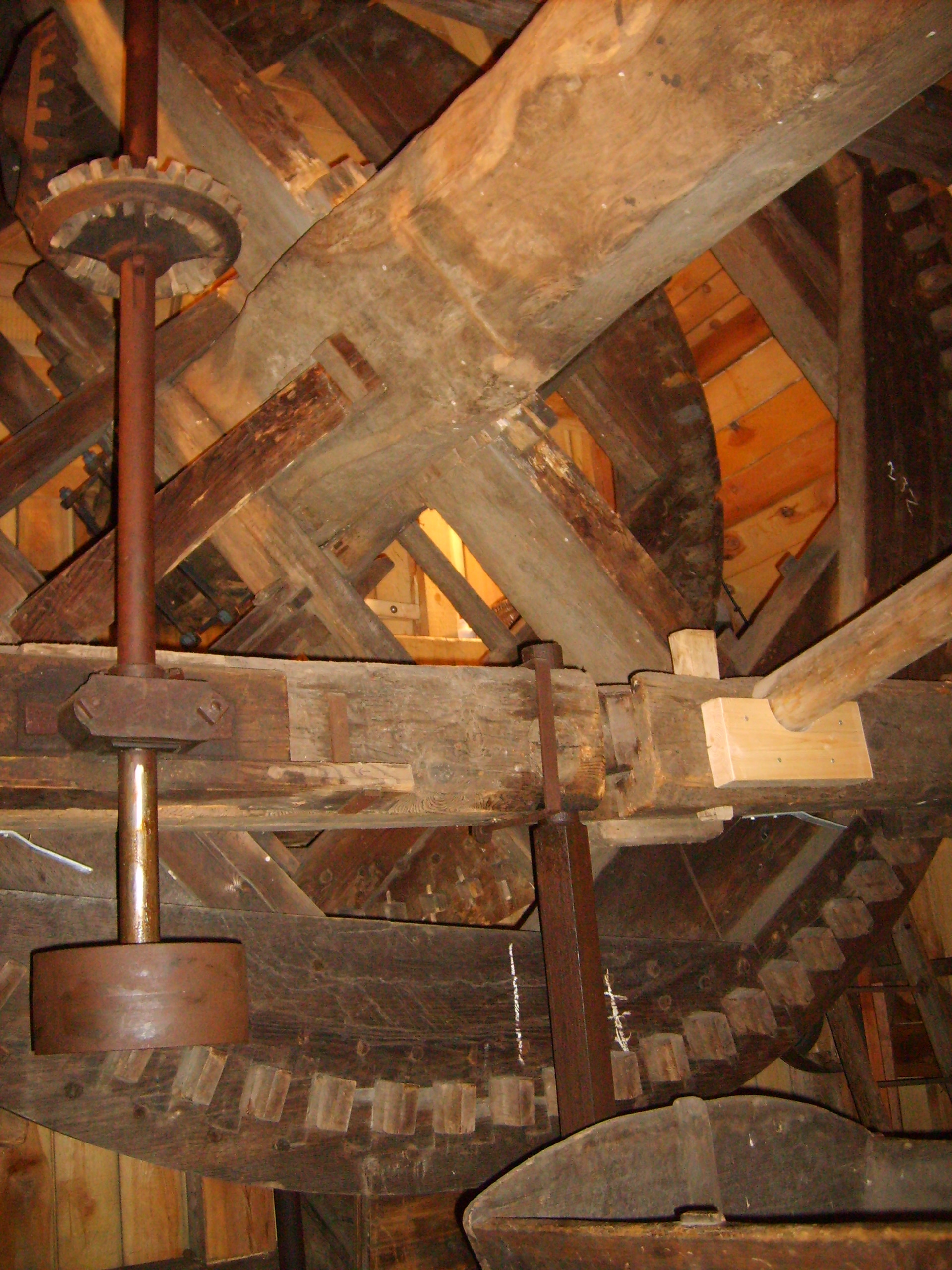
Das Kammrad der Bockwindmühle in Elsterwerda

Mühlenbauer bauten und warteten Mühlen aller Art, wie Wassermühlen und Windmühlen, die wieder unterschieden wurden in Getreidemühlen, Ölmühlen, Sägemühlen (Schneidmühlen), Schleifmühlen und Stampfmühlen (Erzzerkleinerung). Auch Hammerschmiede (Hammerwerke) bedienten sich der Antriebstechnik durch Wasserräder.
Mühlenbauer waren universelle Anlagenbauer (Maschinenbauer), die ehemals regional auch „Mühlärzte“ genannt wurden. Sie mussten sowohl Mechaniker als auch Zimmerleute und Wasserbauer sein.
Mühlenbauer war ein jahrhundertealter Handwerksberuf, der noch in den 1950er Jahren in der Bundesrepublik Deutschland Ausbildungsberuf war, bevor er bei der Neuordnung mit dem Maschinenbauer zusammengelegt wurde. 
Der Mühlenbauer arbeitete mit Holz, Stein und Eisen. Mit dem Werkstoff Holz hatte der Mühlenbauer häufig zu tun, beispielsweise, wenn das Wasserrad, die Wasserradwelle, Schaufeln, Becher, Antriebe (Zahnräder), Aufzüge und die übrigen mechanischen, ehemals oft auch hölzernen Inneneinrichtungen der Mühle zu erstellen waren. Aus diesem Grund wurde der Beruf auch von einschlägig ausgebildeten Zimmermännern ausgeübt. Metall wurde in Zusammenarbeit mit Schmieden und Schlossern verarbeitet, z. B. Wellen, Lager, Wasserräder und Beschläge.
Eine häufige Arbeit war das Nachschärfen von Mühlsteinen mit der Mühlenbille, einem Hammer, im Rahmen von Wartungsarbeiten.

## Bekannte Mühlenbauer
- Oliver Evans
- Johann Niclas Müller
- Johann Wilhelm Späth
- Johann Wilhelm Gottlob Dörfer, 1865 bis 1866 errichtete er die Britzer Mühle
- Ignaz Paur
- Gebrüder Nenninger